# Paralimnophila pewingi
Paralimnophila pewingi là một loài ruồi trong họ Limoniidae. Chúng phân bố ở miền Australasia.